# Трамонти-ди-Сопра
Трамонти-ди-Сопра (итал. Tramonti di Sopra) — коммуна в Италии, располагается в регионе Фриули-Венеция-Джулия, в провинции Порденоне.
Население составляет 393 человека (2008 г.), плотность населения составляет 3 чел./км². Занимает площадь 123 км². Почтовый индекс — 33090. Телефонный код — 0427.
Покровителем коммуны почитается святой Флориан, празднование 4 мая.

## Демография
Динамика населения:

## Администрация коммуны
- Официальный сайт: http://www.comune.tramonti-di-sopra.pn.it/